# Marc Houtzager
Marc Houtzager (Rouveen, 9 de janeiro de 1971) é um ginete holandês, especialista em saltos. 

## Carreira
Marc Houtzager representou seu país nos Jogos Olímpicos de 2008 e 2012, na qual conquistou a medalha de prata nos saltos por equipe. 